# Nitzer Ebb
A Nitzer Ebb angol indusztriális zene/elektronikus zenei/indusztriális rock együttes. 1982-ben alakultak Essexben. 1995-ben feloszlottak, de 2006-ban újraalakultak. Bon Harris szerint a zenekar neve nem jelent semmit.

## Tagok
- Bon Harris - programozás, szintetizátor, dob, ének, basszusgitár (1982-)
- Douglas Mccarthy - ének, gitár (1982-)
- Jason Payne - dob, ütős hangszerek (1992-1995, 2007-)

## Korábbi tagok
- David Gooday - ének, dob, ütős hangszerek (1982-1987)
- Duc Nhan Nguyen - dob, ütős hangszerek (1987-1988)
- Julian Beeston - dob, ütős hangszerek (1988-1992)

## Diszkográfia
- Basic Pain Procedure (1983)
- That Total Age (1987)
- So Bright So Strong (1988)
- Belief (1989)
- The Machineries of Joy (EP, 1989)
- Showtime (1990)
- As Is (EP, 1991)
- Ebbhead (1991)
- Big Hit (1995)
- Body of Work (2006)
- Body Rework (2006)
- Industrial Complex (2010)
- In Order (2010)
- Join in the Rhythm of Machines (EP, 2011)